# Слудский, Фёдор Алексеевич
Фёдор Алексе́евич Слу́дский (31 января (12 февраля) 1841, Ярославль — 13 (25) ноября 1897, Москва) — русский математик и механик, заслуженный профессор Московского университета, основоположник российской геофизики; декан (декабрь 1891 — октябрь 1893) физико-математического факультета Московского университета.

## Биография
Фёдор Слудский родился в Ярославле, рано потерял мать. Его отец был малообеспеченным чиновником, воспитанием ребёнка занимался дядя. С 1849 года Фёдор учился в Ярославской гимназии, которую окончил в 1857 году с золотой медалью. В том же году он переехал в Москву и поступил на физико-математический факультет Московского университета. В годы учёбы испытывал большую нужду, поскольку отец его умер и ему приходилось обеспечивать как самого себя, так и свою больную сестру, которая переехала к нему в Москву.
Среди тех, чьи лекции слушал Слудский, можно выделить математиков Николая Дмитриевича Брашмана, автора одного из лучших для своего времени курса аналитической геометрии, и Августа Юльевича Давидова, читавшего лекции по теории вероятностей и небесной механике, астрономов Б. Я. Швейцера и Ф. А. Бредихина, механика Д. С. Зернова. Слудский закончил Московский университет в 1860 году и был оставлен в университете на три года по кафедре астрономии.
В 1863 году Слудский защитил магистерскую диссертацию на тему «Об уклонении отвесных линий и о притяжении многогранников». В 1865 году он защитил сразу две докторских диссертации — «Триангуляция без базиса» и «О равновесии и движении капельной жидкости при взаимодействии её частиц»: за первую Слудскому было присвоено звание доктора астрономии, за вторую — доктора прикладной математики.
С 1864 года Слудский начал преподавать на своём родном физико-математическом факультете. Сначала он читал лекции по начертательной геометрии и теории чисел, позже стал читать курс лекций по механике; в 1890-х годах — курс по высшей геодезии. С 1869 года — ординарный профессор. В 1890 году Слудскому было присвоено звание заслуженного профессора Московского университета.
В 1888—1891 годах Слудский был директором Московского Александровского коммерческого училища, с конца 1891 года по конец 1893 года — деканом физико-математического факультета Московского университета. Много сил Слудский вкладывал и в Московское общество испытателей природы. С 1886 года он был вице-президентом этого общества, а с 1890 года — его президентом.
В 1890 году за фундаментальный труд «Общая фигура Земли» Слудский был удостоен высшей награды Русского географического общества — Константиновской медали.
Младший сын Ф. А. Слудского, Николай Фёдорович, был вторым браком (1928) женат на кандидате биологических наук Лидии Алексеевне Домбровской (в девичестве Крайневой, 1883—1957), матери писателя Юрия Осиповича Домбровского.

## Научные труды
Научные труды Слудского посвящены математике, механике и геофизике; важное место среди них занимают геофизические труды, посвящённые методам интерпретации гравитационных и магнитных аномалий.